# ロビン・ハーツホーン
ロビン・ハーツホーン（Robin Hartshorne, 1938年3月15日 - ）はアメリカの数学者。

## 略歴
「ハートショーン(Hart-shorne)」と発音するとする説があるが、「ハーツホーン(Harts-horne)」が本人も認めている発音。
オスカー・ザリスキ、デヴィッド・マンフォード、ジャン＝ピエール・セール、アレクサンドル・グロタンディークより代数幾何学を学ぶ。1958年秋、Putnamフェロー(Junior Fellow) となり、1963年、ジョン・コールマン・ムーア、オスカー・ザリスキの元でヒルベルト・スキームの連結性に関する論文により博士号を取得し、ハーバード大学フェロー (Harvard Society of Fellows) となり、数年間講義を行った。1970年代にカリフォルニア大学バークレー校教授に就任し、現在退職し同大学名誉教授。
世界的に有名な代数幾何学の教科書の著者として有名。
趣味は尺八を吹くことと絵画。

## 著書
- Foundations of Projective Geometry, New York: W. A. Benjamin, 1967;
- Ample Subvarieties of Algebraic Varieties, New York: Springer-Verlag. 1970;
- Algebraic Geometry, New York: Springer-Verlag, 1977; corrected 6th printing, 1993. GTM 52, ISBN 0-387-90244-9
- Families of Curves in P3 and Zeuthen's Problem. Vol. 617. American Mathematical Society, 1997.
- Geometry: Euclid and Beyond, New York: Springer-Verlag, 2000; corrected 2nd printing, 2002; corrected 4th printing, 2005. ISBN 0-387-98650-2
- Local Cohomology: A Seminar Given by A. Grothendieck, Harvard University. Fall, 1961. Vol. 41. Springer, 2006. (lecture notes by R. Hartshorne)
- Deformation Theory, Springer-Verlag, GTM 257, 2010, ISBN 978-1-4419-1595-5

## 日本語訳著書
- 高橋宣能、松下大介 訳、代数幾何学 1、丸善出版 ISBN 978-4-62106-424-5
- 高橋宣能、松下大介 訳、代数幾何学 2、丸善出版 ISBN 978-4-62106-334-7
- 高橋宣能、松下大介 訳、代数幾何学 3、丸善出版 ISBN 978-4-62106-336-1
- 難波誠訳、幾何学Ⅰ現代数学から見たユークリッド原論、丸善出版 ISBN 978-4-62106-236-4
- 難波誠訳、幾何学Ⅱ現代数学から見たユークリッド原論、丸善出版 ISBN 978-4-62106-565-5